# Charles Townshend (General)

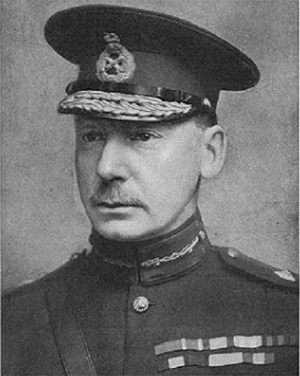
Charles Townshend, 1916

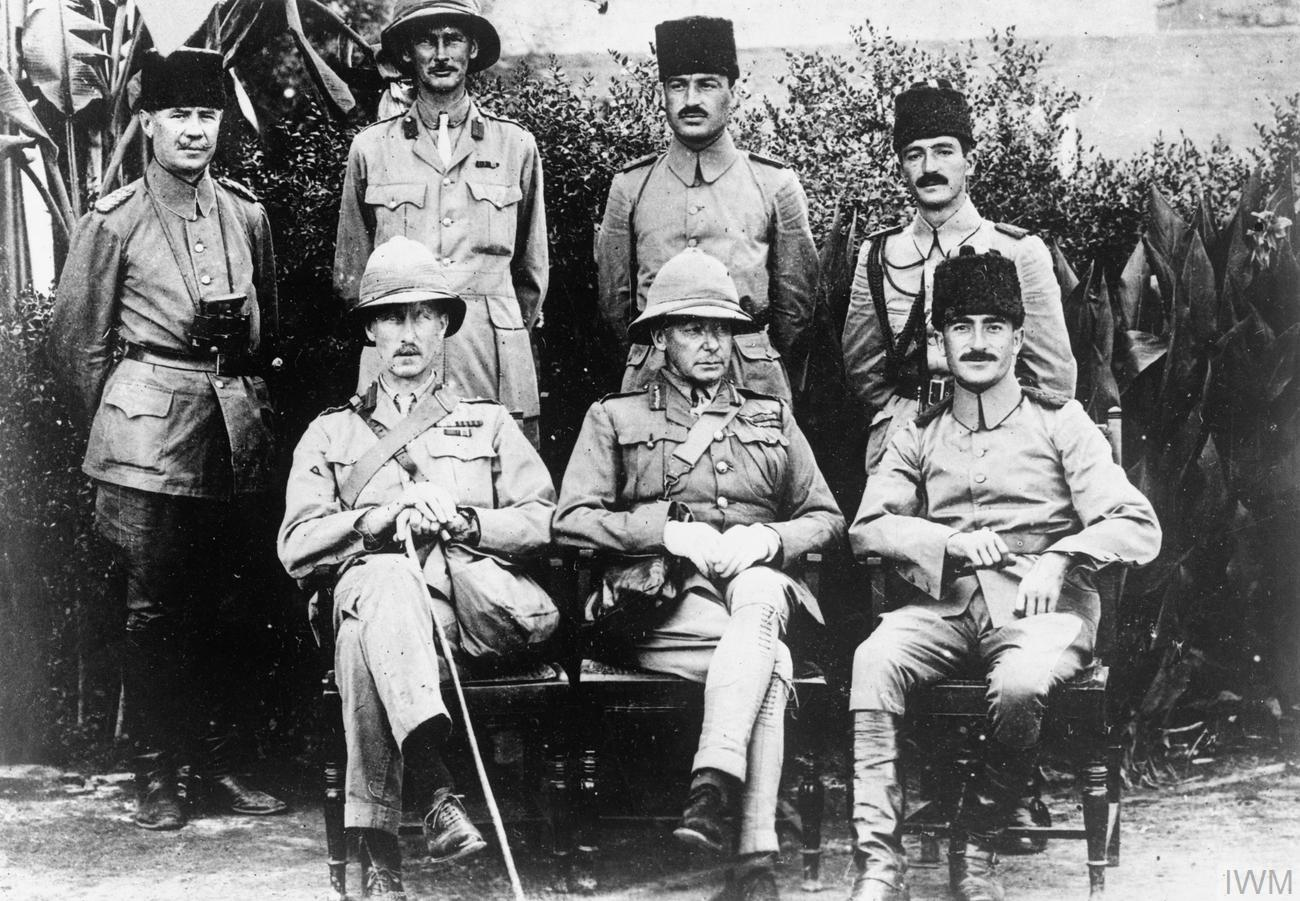
Townshend und Halil Pascha nach dem Fall von Kut zusammen mit britischen und osmanischen Offizieren

Sir Charles Vere Ferrers Townshend KCB, DSO (* 21. Februar 1861 in Southwark; † 18. Mai 1924 in Paris) war ein britischer Offizier, der im Ersten Weltkrieg einen britischen Vorstoß in den heutigen Irak gegen das Osmanische Reich anführte.

## Leben
Townshend wurde in eine Familie mit starker Bindung zur Britischen Armee geboren. Er war ein Ururenkel des Feldmarschalls George Townshend, 1. Marquess Townshend. Er erhielt seine militärische Ausbildung an der Royal Military Academy Sandhurst. Als Offizier der Royal Marines sammelte Townshend seine ersten Erfahrungen als Teilnehmer der Expedition in den Sudan 1884. Des Weiteren diente er in Britisch-Indien. 1886 wechselte er als Lieutenant zur British Army. Während des Mahdi-Aufstandes wiederum im Sudan nahm er 1898 an der Schlacht von Omdurman teil.
Nach der Jahrhundertwende machte er eine steile Stabskarriere. 1909 wurde er zum Brigadier-General befördert, bereits zwei Jahre später zum Major-General. Bei Beginn des Ersten Weltkrieges 1914 kommandierte er die 6. Indische Division. Diese Einheit stellte einen Eliteverband innerhalb der britisch-indischen Kolonialarmee dar. Im Frühjahr 1915 wurde er mit seiner Einheit nach Mesopotamien, damals eine osmanische Provinz entsandt.
Townshend sollte mit seinen Einheiten den Tigris flussaufwärts vorstoßen und Bagdad einnehmen. Zu Anfang verlief die Kampagne durchaus zufriedenstellend. Am 3. Juni 1915 eroberte Townshend fast kampflos Al-Amarah. Drei Monate später fiel auch Kut am 26. September in die Hände der Briten. Townshend wollte an diesem Punkt den Vormarsch aufhalten und seine Positionen konsolidieren. Sein übergeordneter Befehlshaber General John Nixon war allerdings von der Schwäche der türkischen Streitkräfte überzeugt. Somit wurde Townshends Expeditionskorps angewiesen, weiter in Richtung Bagdad vorzugehen.
Im November setzte Townshend die 1. und 6. indische Division wieder in Marsch in Richtung Bagdad. Sie erreichten Al-Madain am 20. November 1915, nur 25 Kilometer südlich ihres Ziels Bagdad. Hier wurden sie allerdings von einer starken osmanischen Streitmacht erwartet. Das 30.000 Mann starke Aufgebot der osmanischen Armee wurde von dem deutschen General Colmar von der Goltz befehligt. In der Schlacht von Ktesiphon verloren die beiden britisch-indischen Divisionen ein Drittel ihrer 11.000 Soldaten und am 22. November zogen sich beide Seiten zurück. Townshend zog seine Truppen nach Kut zurück. Die türkischen Truppen nahmen jedoch seine Verfolgung auf und wenige Tage nach seinem Eintreffen im Dezember 1915 waren Townshend und seine Soldaten von einem Belagerungsring umgeben.
Die Belagerung von Kut wurde zu einer Niederlage für die britische Armee. Townshends Truppen hatten durch Logistikprobleme zu wenig Nachschub erhalten. Townshend verlautbarte die Soldaten in Kut hätten nur für einen Monat Vorräte erhalten. Eine daraufhin hastig zusammengewürfelte Entsatzgruppe, die über Al-Basra nach Kut vorstoßen sollte, wurde von osmanischen Truppen mit Leichtigkeit abgewehrt. Die Vorräte Townshends Armee reichten in der Tat bis zum April 1916. Allerdings blieben alle weiteren Versuche, den Belagerungsring aufzubrechen, erfolglos. Nach einem weiteren dreiwöchigen Ausbruchsversuch kapitulierten die britischen Truppen am 29. April 1916. Sein Gegenspieler von der Goltz war allerdings zwei Wochen vorher an einer Krankheit verstorben.
Townshend selbst verbrachte den Rest des Krieges in einer eher komfortablen Gefangenschaft nahe Istanbul, er konnte sich in der Hauptstadt relativ frei bewegen. Der deutsche Journalist Friedrich Schrader, damals stellvertretender Chefredakteur der deutschsprachigen Istanbuler Tageszeitung „Osmanischer Lloyd“ und selber mit einer Britin verheiratet, berichtet in seinen Lebenserinnerungen über einen Besuch Townshends in der Redaktion, die damals zu den wenigen Einrichtungen der Stadt gehörte, die über einen Telegraphen verfügten. Townshend holte ein Telegramm aus London ab, das ihn über den seine Nobilitierung als Knight Commander des Order of the Bath informierte. Im Oktober 1918 war Townshend schließlich noch an den Verhandlungen beteiligt, die zum Waffenstillstand von Moudros zwischen der Entente und dem Osmanischen Reich führten.
Nach dem Krieg quittierte er den Dienst in der Armee im Jahre 1920. Im Ruhestand veröffentlichte er 1920 sein Buch My Campaign in Mesopotamia. Im November 1920 wurde er bei einer Nachwahl im Wahlkreis The Wrekin als Abgeordneter der rechten Independent Parliamentary Group ins britische House of Commons gewählt. Als allerdings Berichte über das Leiden seiner Soldaten in der Kriegsgefangenschaft öffentlich wurden, verlor er erheblich an Ansehen (die Hälfte der Überlebenden der Belagerung starb in türkischer Gefangenschaft). Darüber hinaus wurden noch seine militärischen Fähigkeiten angezweifelt. Bei der Unterhauswahl im November 1922 unterlag er dem Kandidaten der Conservative Party und schied aus dem Parlament aus.
Er starb 1924 in Paris. Aus seiner Ehe mit der Französin Alice Cahen d'Anvers (1876–1965), Tochter des jüdischen Bankiers Louis Cahen d'Anvers (1837–1922), entstammt die Tochter, Audrey Dorothy Louise Townshend (* 1900), die den belgischen Grafen Baudouin de Borchgrave d'Altena (1898–1993) heiratete, einen Nachfahren der Burggrafen von Altena.